# Non cedo alla violenza
Non cedo alla violenza (Cave of Outlaws) è un film statunitense del 1951 diretto da William Castle.
È un film western con protagonisti Macdonald Carey, Alexis Smith e Edgar Buchanan.

## Produzione
Il film, diretto da William Castle su una sceneggiatura e su un soggetto di Elizabeth Wilson, fu prodotto da Leonard Goldstein per la Universal International Pictures e girato a Santa Clarita, nell'Iverson Ranch e nella Vasquez Rocks Natural Area Park in California; nel Colossal Cave Mountain Park in Arizona e nel Carlsbad Caverns National Park nel Nuovo Messico.

## Distribuzione
Il film fu distribuito negli Stati Uniti dal novembre del 1951 al cinema dalla Universal Pictures.
Alcune delle uscite internazionali sono state:
- in Svezia il 28 aprile 1952 (Djävulsgrottans fånge)
- in Finlandia il 9 maggio 1952 (Paholaisluolan salaisuus)
- in Danimarca il 26 ottobre 1953
- in Portogallo il 29 novembre 1954 (O Segredo da Caverna)
- in Belgio (De verborgen schat)
- in Francia (La caverne des hors-la-loi)
- in Grecia (To karavani ton paranomon)
- in Italia (Non cedo alla violenza)